# 281 (číslo)
Dvě stě osmdesát jedna je přirozené číslo, které následuje po čísle dvě stě osmdesát a předchází číslu dvě stě osmdesát dva. Římskými číslicemi se zapisuje CCLXXXI  a řeckými číslicemi σπα.

## Matematika
281 je:
- Prvočíslo, tvoří prvočíselnou dvojici s číslem 283
- Nešťastné číslo
- Nepříznivé číslo
- Prvočíslo Sophie Germainové
- Součet prvních čtrnácti prvočísel
- Součet sedmi po sobě jdoucích prvočísel (29 + 31 + 37 + 41 + 43 + 47 + 53)

## Astronomie
- (281) Lucretia je planetka hlavního pásu, kterou objevil v roce 1888 Johann Palisa

## Doprava
- Silnice II/281 je česká silnice II. třídy vedoucí na trase Dolní Bousov – Sobotka – Újezd pod Troskami[1]

## Roky
- 281
- 281 př. n. l.